# Juan Guamán
 (janvier 2021).
Si vous disposez d'ouvrages ou d'articles de référence ou si vous connaissez des sites web de qualité traitant du thème abordé ici, merci de compléter l'article en donnant les références utiles à sa vérifiabilité et en les liant à la section « Notes et références ».
Juan Helio Guamán (né le 27 juin 1965 en Équateur) est un joueur de football international équatorien, qui évoluait au poste de défenseur.

## Biographie

### Carrière en sélection
Avec l'équipe d'Équateur, il joue 10 matchs (pour aucun but inscrit) entre 1991 et 1995. 
Il figure notamment dans le groupe des sélectionnés lors des Copa América de 1991 et de 1995.

## Palmarès
LDU Quito
- Championnat d'Équateur (3) :
  - Champion : 1990, 1998 et 1999.